# 滿地可大會堂
蒙特婁大會堂（法語：Hôtel de Ville de Montréal）是加拿大魁北克省蒙特婁市政府的總部所在，由建築師亨利-莫里斯·佩勞爾特（Henri-Maurice Perrault）和亞歷山大·考珀·哈欽森（Alexander Cowper Hutchison）設計, 建造於1872年與1878年之間。大會堂座落蒙特婁舊城區，鄰近戰神廣場地鐵站。大樓為加拿大國内第二帝國風格建築的最佳範例之一，並是國内首座特別為市政機關而設的地方政府大樓，因而於1984年列入加拿大法定國家古蹟。

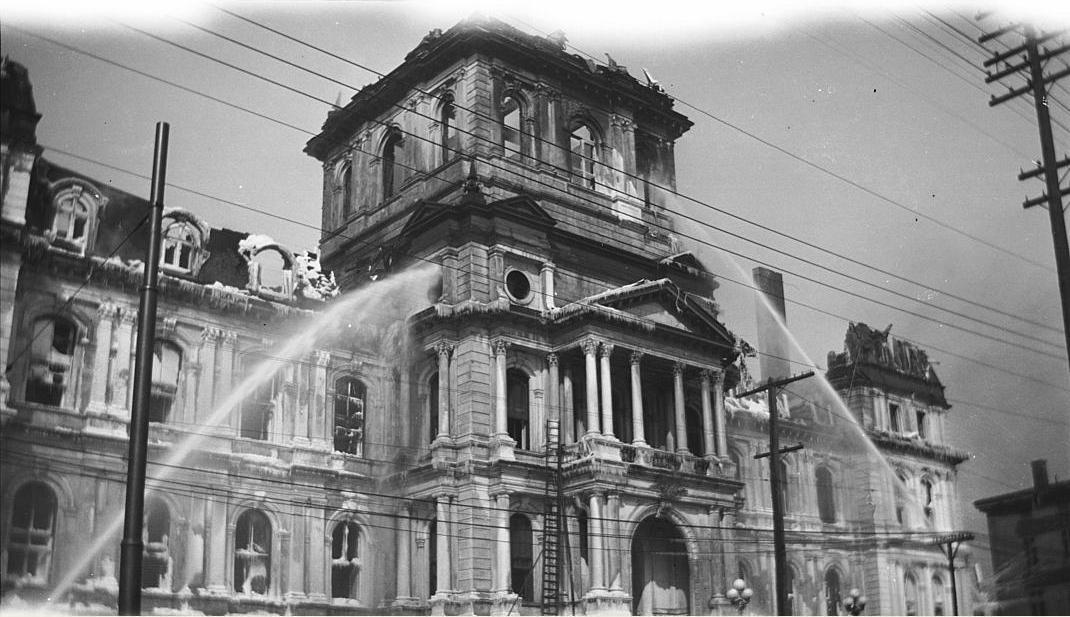
消防向著火的大會堂射水灌救（攝於1922年）

大樓於1922年3月3日起火，内部完全燒毀，而多份市府歷史文獻亦不能幸免。事後市府委派建築師路易·帕朗（Louis Parant）主管重建工程；他決定在大樓殘餘的外殼以内修建一座全新的自立式鋼建築，並模仿法國圖爾大會堂的設計。大樓的頂部亦從原本的雙重斜坡屋頂（Mansard roof）改成呈美術學院派風格的青銅屋頂。
1967年，時任法國總統戴高樂在大樓的陽臺發表了極具爭議的「自由魁北克萬歲」演説（Vive le Québec libre）。

### 引用書籍
- Rémillard, Francois. Montreal architecture: A Guide to Styles and Buildings. Montreal: Meridian Press, 1990.

## 外部連結
- Montreal City Hall—Hôtel de ville de Montréal （页面存档备份，存于）

45°30′31″N 73°33′14″W / 45.508693°N 73.553928°W